# Jevgenij Ivanovič Zamjatin
Jevgenij Ivanovič Zamjatin [jevgénij ivánovič zamjátin] (rusko Евге́ний Ива́нович Замя́тин), ruski pisatelj, * 1. februar (20. januar, ruski koledar) 1884, Lebedjan, Tambovska gubernija (danes Lipecka oblast), Rusija, † 10. marec 1937, Pariz, Francija.
Zamjatin je najbolj znan po svojem romanu Mi (Мы) iz leta 1921, zgodbi o antiutopični prihodnosti, ki je vplivala na dela Krasni novi svet (Brave New World) Aldousa Huxleyja, 1984 (Nineteen Eighty-Four) Georgea Orwella in Himna (Anthem) Ayn Rand.

## Življenje in delo
Zamjatin se je rodil v mestu Lebedjan, 320 km južno od Moskve. Njegov oče je bil pravoslavni duhovnik in učitelj, njegova mati pa glasbenica. Med letoma 1893 in 1896 je obiskoval lebedjansko gimnazijo. Nato je bil dijak gimnazije v Voronežu, ki jo je končal leta 1902 z odliko. Tega leta je začel študirati ladjedelništvo v Sankt-Peterburgu. V tem času se je pridružil boljševikom. Med revolucijo so ga leta 1906 zaprli in ga izgnali nazaj v Lebedjan. Še istega leta se je protizakonito vrnil v Sankt-Peterburg, da bi dokončal študij. V tem času je nekaj časa živel na Finskem. Med študijem je spoznal svojo bodoče ženo Ljudmilo Nikolajevno Usovo (1883-1965). Diplomiral je leta 1908.
Poleg romana Mi je napisal je več kratkih zgodb v obliki pravljic. V njih je na satirični način grajal komunistično politično ureditev v Sovjetski zvezi. Ena zgodba pripoveduje o mestu, kjer se je župan odločil, da če želijo biti vsi meščani srečni, jih mora narediti vse enake. Vse je začel siliti, in tudi sebe, da so se preselili živeti v veliko barako. Nato so se morali vsi do golega obriti po glavi in nazadnje so morali nekateri opuščati mišljenje, da so imeli vsi do zadnjega enako pamet. Ta razplet je zelo podoben razpletu iz dela Nova utopija (The New Utopia) iz leta 1891 Jeromeja Klapke Jeromeja, katerega izbrana dela so v Rusiji pred letom 1917 izšla trikrat.

## Glavna dela
- Eden (Один) (1908),
- Dekle (Девушка) (1911),
- Okrajno (Уездное) (1912),
- Zelo daleč (На куличках) (1913),
- Alatir (Алатырь) (1914),
- Študentovski sinek (Студенческий сынок) (1914),
- Prava resnica (Правда истинная) (1914),
- O svetem grehu Zenice-deve (О святом грехе Зеницы-девы) (1916),
- Slike (Картинки) (1916),
- Mučenica znanosti (Мученица науки) (1916),
- Oči (Глаза) (1917),
- Otočani (Островитяне) (1917),
- Votlina (Пещера) (1920),
- O blaženem starcu Pambu Nerestu... (О блаженном старце Памве Нересте…) (1920),
- Lovec na ljudi (Ловец человеков) (1921),
- Mi (Мы) (1921), (prevod Drago Bajt, Cankarjeva založba, Ljubljana 1975) (COBISS)
- Bojim se (Я боюсь) (1921), (prevod Drago Bajt, Nova revija 18, 212, december 1999), (COBISS)
- Zamorci (Арапы) (1922),
- Rus (Русь) (1923),
- Privid (Видение) (1924),
- Vrtamo (Буриме) (1924),
- O čudežu, ki se je zgodil na pepelnično sredo... (О чуде, происшедшем в Пепельную Среду…) (1924),
- Kratka zgodovina književnosti od nastanka do danes (Краткая история литературы от основания и до сего дня) (1924),
- Desetminutna drama (Десятиминутная драма) (1925),
- Iks (Икс) (1926),
- Besedo prepuščam tovarišu Čuriginu (Слово предоставляется товарищу Чурыгину) (1927),
- Jela (Ела) (1928),
- Poplava (Наводнение) (1929), (prevod Drago Bajt, Nova revija 18, 212, december 1999), (COBISS)
- Mučeniki znanosti (Мученики науки) (1929),
- Nagrobni zapis o letu 1929 (Эпитафии 1929 года) (1929),
- Ura (Часы) (1934),
- Lev (Лев) (1935),
- Bič božji (Бич Божий) (1935),
- Srečanje (Встреча) (1935).